# Asplenium ritoense
Asplenium ritoense är en svartbräkenväxtart som beskrevs av Bunzo Hayata. Asplenium ritoense ingår i släktet Asplenium och familjen Aspleniaceae. Inga underarter finns listade.